# Kenny Brokenburr
Kenneth L. (Kenny) Brokenburr (Winter Haven, 29 oktober 1968) is een Amerikaans atleet.

## Biografie
Brokenburr liep tijdens de Olympische Zomerspelen 2000 de series van de 4 x 100 meter estafette. Doordat zijn ploeggenoten de finale wonnen, ontving ook Brokenburr een gouden medaille.
In 2003 won Brokenburr de titel op de 200m tijdens de Pan-Amerikaanse Spelen 2003.

## Titels
- Olympisch kampioen 4 x 100 m - 2000
- Pan-Amerikaans kampioen 200m - 2003

## Persoonlijke records
| Onderdeel | Prestatie | Plaats                    | Datum             |
| --------- | --------- | ------------------------- | ----------------- |
| 100 m     | 10,04 s   | Indianapolis              | 12 juni 1997      |
| 200 m     | 20,66 s   | Walnut Creek (Californië) | 16 april 2000     |
| 4x100m    | 38,15 s   | Sydney                    | 29 september 2000 |

## Palmares

### 200 m
- 2003:  P-AS - 20,42 s

### 4 x 100 m
- 2000:  OS - 38,15 s (series)
- 2003: - P-AS - DQ

- World Athletics: 14233389